# 572. grenadirski polk (Wehrmacht)
572. grenadirski polk (izvirno nemško 572. Grenadier-Regiment; kratica 572. GR) je bil pehotni polk Heera v času druge svetovne vojne.

## Zgodovina
Polk je bil ustanovljen 15. oktobra 1942 s preimenovanjem 572. pehotnega polka; dodeljen je bil 302. pehotni diviziji.
Uničen je bil avgusta 1944.